# Alfonso Cruzado
Alfonso Cruzado fue un grabador español de la segunda mitad del siglo XVIII.

## Biografía
Grabador en hueco, fue uno de los primeros discípulos de la Academia de San Fernando. Fue pensionado por Fernando VI en París en 1754, al igual que Juan de la Cruz, para aprender a grabar en piedras duras. Nombrado académico de mérito en 1764, falleció el 18 de agosto de 1791. Tuvo discípulos en dicho género de grabado, además de trabajar sellos para personas de la realeza y otras personas de renombre.